# قلعه ماسن
بقایای قلعه ماسن مربوط به دوره صفویه - دوره قاجاریه است و در شهرستان بیرجند، بخش مرکزی، دهستان القورات، روستای ماسن واقع شده و این اثر در تاریخ ۸ بهمن ۱۳۸۵ با شمارهٔ ثبت ۱۷۰۵۱ به عنوان یکی از آثار ملی ایران به ثبت رسیده است.